# Rote Socken im Grauen Kloster
Rote Socken im Grauen Kloster ist ein Fernsehdokumentarfilm von Evelyn Schmidt von 1991.

## Inhalt
Evelyn Schmidt befragte 1990 acht ehemalige Mitschülerinnen, die mit ihr 1968 an der 2. Erweiterten Oberschule Berlin-Mitte, dem vormaligen Gymnasium zum Grauen Kloster das Abitur abgelegt hatten. Diese berichteten über ihre damaligen Hoffnungen und ihre weitere berufliche und persönlichen Entwicklung. Bei fast allen hatten sich die Erwartungen nicht erfüllt, auch die Rahmenbedingungen, die ihnen die SED bot, erwiesen sich als wenig tragfähig.
Unter den Frauen waren eine Ärztin, ein Kunstwissenschaftlerin, eine ehemalige Philosophie-Studentin, die nun Straßenbahn fuhr, und weitere.
Thomas Grimm war als Redakteur an der Herstellung des Films beteiligt.
Dieser wurde am 3. April 1991 im Deutschen Fernsehfunk (dem ehemaligen DDR-Fernsehen) gezeigt.

## Rezeption
Anja Baum bemängelte in einer Rezension in der taz

„Zu allgemein, zu unscharf blieb die Spurensuche mit der Kamera. Man erfuhr kaum etwas über die jetzige Situation der Frauen. Ihre Aussagen waren vor den laufenden Archivschnipseln von damals nicht zu unterscheiden, wurden dadurch verwechselbar. Das alte Klassenzimmer sorgte für zusätzliche Anonymität. So erhielten die „als Kollektivwesen aufgewachsenen“ Frauen auch in dem Film kein eigenes Gesicht.“

Der Film Rote Socken im Grauen Kloster wurde erneut bei Buchlesungen von Knut Elstermanns Klosterkinder 2009 in einem Berliner Kino und 2010 im Filmmuseum Potsdam gezeigt.